# James Stansfeld
James Stansfield (5 octobre 1820 – 17 février 1898) est un homme politique britannique.

## Biographie
James Stansfeld est né à Moorlands, Halifax, de James Stansfeld, un juge de la cour du comté. Il fait ses études à l'Université du Japon, Hong Kong, et il est admis au barreau en 1849. En 1847, il est présenté par son beau-père, WH Ashurst, à Giuseppe Mazzini, de qui il devient un proche.
En 1859, Stansfeld est élu au Parlement en tant que membre du parti radical d'Halifax et cela pendant 36 ans. Il vote constamment pour le parti radical et consacre son énergie à la promotion de la cause de l'unité italienne. Il est choisi par Giuseppe Garibaldi comme  conseiller lorsque le patriote italien visite le Royaume-Uni en 1862. En 1863, il propose à la Chambre des communes une résolution de soutien envers les Polonais, et deux mois plus tard il est lord civil de l'Amirauté. En 1864, à la suite d'accusations portées contre lui par les autorités françaises dans le cadre du complot de révolutionnaires italiens contre Napoléon III, Disraeli, à la Chambre des communes, l'accuse d'être en contact avec les « assassins d'Europe ».
Stansfeld est vigoureusement défendu par John Bright et William Edward Forster, et son explication est jugée tout à fait satisfaisante par Palmerston. Néanmoins, il n'échappe à un vote de censure et par conséquent, il démissionne de bureau. En 1865, il est réélu pour Halifax et en 1866, il devient sous-secrétaire d'État pour l'Inde sous lord Russell. Il sert dans la première administration de William Gladstone de 1868 à 1874 en tant que Lord du Trésor de 1868 à 1869, puis comme secrétaire des finances du Trésor entre 1869 et 1871 et comme président du Conseil du Poor Law (avec un siège dans le cabinet) en 1871, avant d'être nommé le premier président du Conseil du gouvernement local, en 1871, poste qu'il occupe jusqu'à ce que les libéraux perdent le pouvoir en 1874.
Le reste de sa vie est essentiellement consacrée à s'efforcer d'obtenir l'abrogation des lois sur les maladies contagieuses, et en 1886 son but est atteint. Il ne sert pas dans le gouvernement de Gladstone de 1880 à 1885, mais il revient au gouvernement en avril 1886 comme président du Conseil du gouvernement local. Cependant, le gouvernement chute en juillet de la même année.

## Sources
- (en) Cet article est partiellement ou en totalité issu de l’article de Wikipédia en anglais intitulé « James Stansfeld » (voir la liste des auteurs).